# رائول لوپس
رائول لوپس (اسپانیایی: Raül López‎؛ زادهٔ ۱۵ آوریل ۱۹۸۰) بازیکن بسکتبال اهل اسپانیا است.
از باشگاه‌هایی که در آن بازی کرده‌است می‌توان به یوتا جاز و باشگاه بسکتبال رئال مادرید اشاره کرد.
وی در مسابقات کشوری و بین‌المللی در مجموع برندهٔ ۱ مدال طلا، ۱ مدال نقره، ۱ مدال برنز شده‌است.